# マリアナ (東ティモール)
マリアナ（葡: Maliana）は、東ティモールの都市。首都ディリから南西へ149kmのところにある。

## 概要
人口2万2000人。ボボナロ県とマリアナ地区の中心都市である。数キロ先にはインドネシアとの国境線が引かれている。2010年1月30日にはローマ法王ベネディクト16世が、ローマカトリックのディリ教区から新たにマリアナ教区を設立した。
インドネシア占領時代、マリアナは東ティモール産のコメを西ティモールのアタンブアへ輸出する交易地となった。マリアナ地区はラホメア、ホルサ、リタボウ、オドマウ、コル＝ルリの五つの副地区から成る。灌がい用水はヌヌラ川、ソソ川、ブイ・ピラ川から取水される。この地域ではブナク語やケマク語といった言語が話されるが、テトゥン語もほぼ全員が聞き取れる。ポルトガル領ティモール時代はコリージオ・インファンテ・サグレスという高等教育機関が置かれ、多くの知識人がこの学校を巣立っていった。

## 経済
稲作などの農業が盛んで、住民の多くは島内で最もメジャーな主食であるコメをつくり生計を立てている。そのほか、トウモロコシもつくられている。
インドネシア占領時代には、東ティモールの食料自給率を向上させるために質の高い灌漑と水田の水の管理システムが構築されたが、独立後はそのほとんどが壊されるか使われなくなっている。